# Middelbreedtekaart

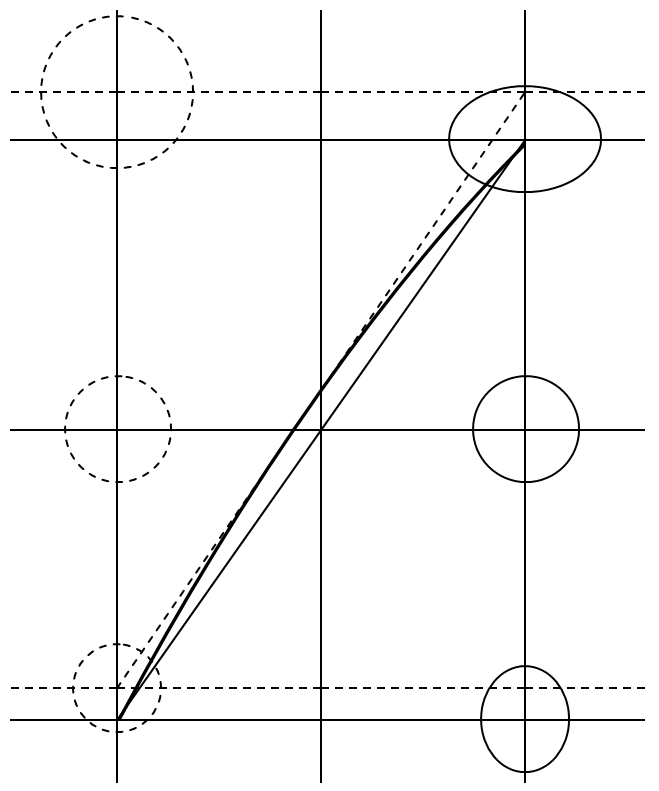
Middelbreedtekaart (normale lijnen) vergeleken met mercatorkaart (streeplijnen) met vervormingsellipsen om de schaalvervorming weer te geven. Op hogere breedte zijn de afstanden te klein, terwijl op lagere breedte de afstanden te groot zijn.
De loxodroom vervormt van een rechte lijn in de mercatorkaart tot een gekromde in de middelbreedtekaart. Als het gebied niet te groot is, dan kan deze kromme benaderd worden door een rechte lijn.

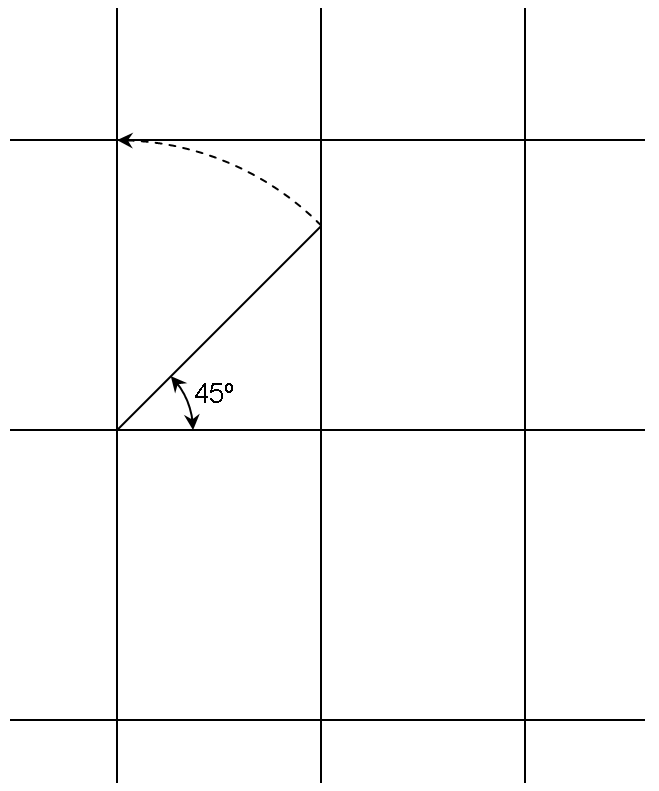
Een middelbreedtekaart kan zelf worden geconstrueerd door verticaal meridianen uit te zetten op gelijke afstand. Daarna wordt er een horizontale lijn uitgezet die de middelbreedte voor moet stellen. Van hieruit wordt tussen twee meridianen een lijn getrokken met een hoek met de horizontaal die overeenkomt met de middelbreedte, in dit geval 45°. De lengte van deze lijn is de afstand tussen twee parallellen die overeenkomt met de afstand tussen twee meridianen.

De middelbreedtekaart of middelkaart is een aangepaste mercatorkaart. Waar bij de mercatorkaart de staande randminuten groter worden bij toenemende breedte - de vergrotende breedte - wordt deze bij de middelbreedtekaart constant gehouden op de vergrotende breedte van de middelbreedte van het af te beelden gebied. Daardoor is deze kaart in tegenstelling tot de mercatorkaart niet conform, zodat de loxodroom geen rechte lijn is. Voor kleinere gebieden is de afwijking echter gering.
Een middelbreedtekaart met de evenaar als middelbreedte wordt wel een platte kaart genoemd, omdat de meridianen en parallellen vierkanten vormen.
Doordat de kaart eenvoudiger is dan de mercatorkaart, kan deze zelf geconstrueerd worden om bijvoorbeeld een astronomisch bestek te construeren.